# Simão de Roches da Cunha Brum
Simão de Roches da Cunha Brum (Angra do Heroísmo, 21 de dezembro de 1865 — Horta, 16 de novembro de 1934), 2.º barão de Roches, foi um professor liceal, intelectual e político açoriano que, entre outras funções de relevo, foi presidente da Câmara Municipal da Horta.
O título de barão de Roches, outorgado a seu pai, Simão de Roches da Cunha Brum, 1º barão de Roches, foi renovado por Decreto de 27 de Julho de 1901 do rei D. Carlos I de Portugal, aquando da visita régia aos Açores em 1901.